# Dangerous Muse
Dangerous Muse é uma banda de rock eletrônico estadunidense, formada em Nova Iorque e liderada pelo vocalista Mike Furey.

## História
A banda se formou em 2003, quando Furey conheceu o tecladista Tom Napack, na Fordham University de Nova Iorque, onde estudavam. A primeira gravação do duo, "The Rejection", chamou a atenção da Sire Records e rendeu seu primeiro contrato com uma gravadora.
O single da faixa "The Rejection" foi lançado em 2006, com um videoclipe transmitido na MTV americana, sendo seguido pelo EP Give Me Danger, cuja faixa-título chegou ao #11 do Billboard Hot Dance Club Play. Nesta época, a banda produziu diversos remixes para artistas conhecidos, entre eles The Veronicas, Alanis Morissette, Adam Lambert e Lady GaGa.
Em 2007, um novo lançamento do duo, "Everyday Is Halloween", cover da banda oitentista Ministry, aumentou a expectativa por seu primeiro álbum completo (full-length), confirmado com o título de Take Control. Em 2009, o então primeiro single do álbum, "I Want It All", foi lançado com um videoclipe feito pelo diretor Greko Sklavounos. 
Embora diversas faixas do álbum tenham sido divulgadas posteriormente, o lançamento do debut ficou suspenso e, no começo de 2012, Tom Napack deixou a banda. Apesar disto, Furey continuou se apresentando como Dangerous Muse, apoiado pelo baixista Walls O'Mara e o baterista Chris Kling.
Em maio de 2013, foi lançado o EP RED, contendo algumas das faixas inéditas divulgadas pela banda anteriormente. Em 2015, saiu o single "Pardonnez-moi", primeira faixa do EP Green, o segundo de uma trilogia pensada por Furey. No entanto, no começo de 2017, os fãs foram surpreendidos pelo lançamento do álbum Electric Eternity, contendo 17 faixas. 
Durante o primeiros primeiros meses de 2017, a banda esteve em turnê pelos Estados Unidos, fazendo os shows de abertura da turnê americana do duo Erasure.

## Discografia

### Álbuns
| Ano  | Álbum                                                                               |
| ---- | ----------------------------------------------------------------------------------- |
| 2017 | Electric Eternity - Lançamento: 28 de fevereiro de 2017 - Formato: Download digital |

### EPs
| Ano  | Título                                                                              |
| ---- | ----------------------------------------------------------------------------------- |
| 2006 | Give Me Danger - Lançamento: 22 de agosto de 2006 - Formatos: CD e download digital |
| 2013 | RED - Lançamento: 7 de maio de 2013 - Formatos: CD e download digital               |

### Compactos simples
| Ano  | Título                | Posição Billboard |
| ---- | --------------------- | ----------------- |
| 2005 | The Rejection         | 29                |
| 2006 | Give Me Danger        | 11                |
| 2007 | Everyday Is Halloween | —                 |
| 2009 | I Want It All         | 39                |
| 2012 | I Can't Help It       | —                 |
| 2014 | Fame Kills            | —                 |
| 2015 | Pardonnez-Moi         | —                 |
| 2017 | Electric Eternity     | —                 |